# Австралийский ворон
Австралийский ворон (лат. Corvus orru) — вид птиц из рода воронов.

## Описание
Первое описание австралийского ворона было сделано Бонапартом в 1850 году.
Размером австралийский ворон приблизительно с европейскую чёрную ворону (50-55 см в длину), только клюв у австралийского ворона более крупный и ноги немного длиннее. Радужка глаза — белого цвета, что типично для всех австралийских представителей рода, однако австралийский ворон легко отличим от большинства остальных видов (за исключением беннетова ворона) своим ярко-белым оперением у основания головы и на шее (особенно заметно на сильном ветру, когда основную чёрную часть оперения немного приподнимает).
Имеет привычку передёргивать крыльями после приземления.

## Среда обитания
Обитает в тропической части северной Австралии и простирается далеко на юг до города Брисбен, который находится на восточном побережье. Австралийские вороны хорошо приспособились к городской жизни.
Австралийский ворон — единственная птица из семейства врановых, которая встречается в северной части Австралии.
Остальные 3 популяции встречаются на разных островах к северу: C. orru orru (номинативный подвид из Папуа — Новой Гвинеи и Молуккских островов), C. orru insularis из Новой Британии и прилежащих к ней островов, а также C. orru latirostris с островов Танимбар и Барбар (Barbar).
Австралийский ворон более осторожен, чем живущие южнее вороны. Стоит ему заметить кого-то с ружьём, он быстро незаметно улетает.

## Питание
Как и любой другой ворон, австралийский ворон всеяден. Может потреблять рыбу, падаль, яйца птиц и крокодилов, грызунов, пищевые отходы людей, фрукты и насекомых. Он легко приспосабливается и умен, как и его родственники из Северной Америки, Европы, Африки и Азии. Австралийский ворон научился убивать и поедать интродуцированную ядовитую жабу ага не отравляясь (он переворачивает её на спину и наносит смертельный удар своим клювом). А также ворон склевывает паразитов со шкуры австралийского бантенга (этот симбиоз развивался 150 лет).

## Гнездование
Основной период размножения происходит с августа по январь, большая часть яиц откладывается в сентябре и октябре. Гнездо из палочек строится высоко на дереве, обычно на эвкалипте, однако иногда выбираются и другие места, такие как опоры электропередач и высокие здания. Высоко на дереве в большом гнезде из веток австралийские вороны откладывают от 2-х до 4-х яиц, которые самка насиживает около двадцати дней, а затем самец помогает выкармливать птенцов около сорока дней, пока они не покинут гнездо.

## Голос

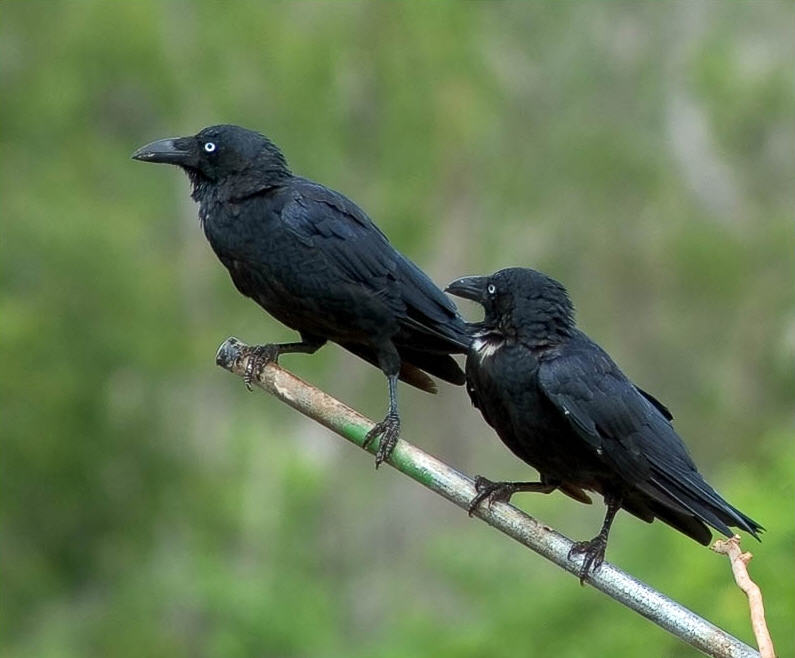

Крик австралийского ворона довольно отличен от крика австралийской вороны (Corvus coronoides). Звук назальный — «ук-ук-ук-ук-ук» или что-то похожее на «ок-ок-ок-ок».